# Drino obliterata
Drino obliterata là một loài ruồi trong họ Tachinidae.